# Hoyos de Miguel Muñoz
Hoyos de Miguel Muñoz – gmina w Hiszpanii, w prowincji Ávila, w Kastylii i León, o powierzchni 11,87 km². W 2011 roku gmina liczyła 43 mieszkańców.